# Lucio Testa (politico)
Lucio Testa (Roma, 14 marzo 1940) è un ex politico italiano.

## Biografia
Laureato in giurisprudenza, dopo aver assunto alcuni incarichi nel Censis, nell'Italstat e nelle Ferrovie dello Stato, nel 1995 Testa diventa sottosegretario di Stato per i lavori pubblici durante il governo Dini.
Nel 1996 aderisce a Rinnovamento Italiano e viene eletto alla Camera dei deputati come esponente dell'Ulivo nel collegio uninominale di Cassino. Dal marzo 1998 è nominato sottosegretario all'interno nel governo Prodi I, che rimane in carica fino all'ottobre successivo.
Nel febbraio 1999 aderisce a I Democratici.
Nel 2001 è ricandidato alla Camera nella coalizione dell'Ulivo, ma non viene rieletto